# FARC-EP
Die FARC-EP, kurz FARC (eigentlich F.A.R.C.-E.P., Abkürzung für spanisch Fuerzas Armadas Revolucionarias de Colombia – Ejército del Pueblo ‚Revolutionäre Streitkräfte Kolumbiens – Volksarmee‘) ist eine linke bzw. sozialrevolutionäre Guerillabewegung in den Bürgerkriegen Kolumbiens. Durch einen, inzwischen gebrochenen, Friedensvertrag mit der Regierung wurde aus ihr heraus eine linksgerichtete kolumbianische Partei namens Fuerza Alternativa Revolucionaria del Común gegründet, die sich selbst als marxistisch bezeichnet.
Seit 1964 führt sie mit Unterbrechungen (wie bspw. Friedenszeiten zwischen Juni 2016 und August 2019) einen bewaffneten Kampf gegen den kolumbianischen Staat, dessen Repräsentanten, die kolumbianischen Streitkräfte sowie gegen rechtsgerichtete paramilitärische Gruppen und Drogenkartelle. In der Vergangenheit machte sie aber auch Unbeteiligte und Zivilisten zum Ziel einiger ihrer gewalttätigen Aktionen. Etwa 220.000 Tote und Millionen Flüchtlinge hatte der über 50-jährige Bürgerkrieg bis zum Juni 2016 zur Folge.
Zu den wesentlichen Einnahmequellen der FARC-EP gehörten bisher Entführung, Erpressung der lokalen Drogenkartelle, Goldabbau sowie die Herstellung und der Schmuggel illegaler Drogen, wie Cannabis und Kokain. Zu diesem Zweck hatten sich Fronten der FARC-EP mit einigen der mächtigsten Drogenkartelle der Umgebung verbündet, wobei sie zugleich gegen andere Kartelle und die kolumbianische Armee militärisch aktiv waren. In manchen Fällen wurden auch hohe Mitglieder dieser Drogenkartelle als Offiziere in die FARC-EP aufgenommen.
Am 22. Juni 2016 wurde der Abschluss eines endgültigen Waffenstillstand zwischen FARC-EP und den Vertretern der kolumbianischen Regierung bekanntgegeben. Die FARC-EP verpflichtete sich, innerhalb von 180 Tagen alle Waffen an Vertreter der Vereinten Nationen abzugeben. Außerdem war beabsichtigt, die verbliebenen geschätzt etwa 7.000 Aktivisten der FARC-EP schrittweise in die kolumbianische Zivilgesellschaft zu integrieren.
In einem – nicht bindenden – Referendum lehnte am 2. Oktober 2016 eine knappe Mehrheit von 50,22 % der Kolumbianer den Friedensvertrag ab.
Im März 2017 begann die FARC-EP, die Waffen niederzulegen. Ende Juni 2017 bestätigten die Vereinten Nationen, dass die Entwaffnung der FARC abgeschlossen sei.
Bis zu der Entwaffnung war die FARC die größte und aktivste Guerillaorganisation Lateinamerikas. Sie wurde von Kolumbien, den Vereinigten Staaten, Kanada, der EU, Neuseeland, Peru und Chile offiziell als terroristische Organisation eingestuft. Im November 2017 strich die EU die FARC von ihrer Liste der terroristischen Organisationen.
Ende August 2019 kündigte eine kleine Fraktion von ehemaligen FARC-Anführern die Wiederbewaffnung an und erklärte, die kolumbianische Regierung habe die Friedensvereinbarungen nicht eingehalten. Die kolumbianische Regierung reagierte darauf mit einem Militäreinsatz, bei dem mehrere FARC-Mitglieder, die zur Führung von Wiederaufrüstungsaktivitäten bestimmt waren, getötet wurden.
Laut Verteidigungsminister Diego Molano starben am 8. Juli 2022 Nestor Vera alias Ivan Mordisco sowie neun weitere Ex-FARC-Mitglieder im Südwesten Kolumbiens bei einem Armeeangriff.
Der Chefankläger des Internationalen Strafgerichtshofes sagte 2008, die kolumbianischen Guerillas seien für 12 % der Morde an Zivilisten im Rahmen des bewaffneten Konflikts verantwortlich, die rechtsextremen Paramilitärs für 80 % und die Regierungstruppen für 8 %.

## Entstehung und Ideologie
Die ersten Fronten der FARC-EP entstanden im Kontext der seit 1948 andauernden gewalttätigen Auseinandersetzungen in Kolumbien, die zwischen den Anhängern der liberalen und der konservativen Parteien Kolumbiens (diese Unruhen wurden La Violencia genannt) und einigen Militanten der demokratischen oder kommunistisch-marxistischen Organisationen, wie der Kommunistischen Partei Kolumbiens (Partido Comunista Colombiano) und anderen Parteien, stattfanden. Während der Unruhen organisierten Mitglieder der liberalen oder konservativen sowie der kommunistischen Parteien Selbstverteidigungsgruppen und Guerillaeinheiten, die gegen die Einheiten der gegnerischen Parteien wie auch gegeneinander in Straßenkämpfen oder Guerillaaktionen kämpften. Während La Violencia wurden 1949 die sogenannten unabhängigen Republiken (repúblicas independientes) von der Kommunistischen Partei Kolumbiens sowie linken und radikalen Bauern in abgelegenen Teilen des Landes gegründet, um eine politische Autonomie zu erreichen und um die gegnerischen Angriffe der verfeindeten Parteien abzuwehren. In diesen Republiken, unter denen sich auch die Republica de Marquetalia befand, gründeten die Bewohner oftmals weitere paramilitärische Kampfgruppen, um gegen die gegnerischen Banden, die oft von den anderen Parteien finanziert wurden, oder gegen die kolumbianische Armee zu kämpfen. Einige dieser marxistischen Kampfgruppen erhielten den Namen Fuerzas Armadas Revolucionarias Colombianas.
1964 eroberten die Streitkräfte Kolumbiens mit Hilfe eines amerikanischen Aufstandsbekämpfungsteams der CIA die Republik Marquetalia, indem sie deren wichtigste Ortschaften einnahmen und mehrere Kämpfer der aus dem ländlichen Raum stammenden Verteidigungsgruppen während der Kämpfe töteten. Die überlebenden Bewohner sammelten sich um die beiden wichtigsten Führer der ruralen Kampfgruppen Manuel Marulanda und Jacobo Arenas und gründeten die Guerillakampforganisation Bloque Sur, nachdem die einflussreichsten und wichtigsten Führer am 20. Juli 1964 eine Konferenz abgehalten hatten. Der Bloque Sur bestand anfangs nur aus den überlebenden Kämpfern der Verteidigungsgruppen der Republik, doch die Organisation nahm durch die Rekrutierung von Freiwilligen, oft junge Bauern und Schullehrer, zu. Ende des Jahres 1965 vermuteten amerikanische und kolumbianische Behörden, dass diese Vereinigung über mehr als 3000 Mitglieder und Kämpfer verfüge. 1966 ging der Bloque Sur nach einem Bündnis mit einigen Splittergruppen des ELN und anderen Guerillaorganisationen in der FARC auf.
Die Organisation Fuerzas Armadas Revolucionarias Colombianas wurde am 5. Mai 1966 offiziell von Marulanda und Arenas als militärischer Arm der Kommunistischen Partei Kolumbiens gegründet. Marulanda selbst stieg wenige Monate später zusammen mit Arenas im Secretariat der FARC auf, bis er schließlich um 1967 das komplette Kommando über die FARC übernahm. Die FARC bezeichnete sich selbst als eine marxistisch-leninistische Kampfgruppe des kolumbianischen Volkes. Seit den 1990er Jahren betrieb die FARC auch den Untergrundradiosender Cadena Radial Bolivariana, Voz de la Resistencia auf UKW und auf Kurzwelle.

## Entwicklung 1966–1980

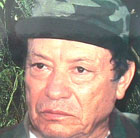
Der ehemalige Anführer Manuel Marulanda (1928–2008)

### Aktivitäten 1966–1970
Die ersten Kampfgruppen der FARC-EP bestanden vor allem aus Bauern und ruralen Schullehrern. Die ersten Aktivitäten der FARC-EP im Süden des Landes, vor allem in den Departamentos Amazonas, Caquetá und Putumayo, beschränkten sich auf militärische Angriffe gegen kolumbianische Patrouillen oder größere Einheiten, wodurch die Operationen der kolumbianischen Armee in diesen Gebieten erschwert wurden. Die schlechte Infrastruktur und der dichte amazonische Urwald in diesen drei Departamentos verhinderten schnelle Operationen und Angriffe der kolumbianischen Truppen, während die FARC-Einheiten schneller marschieren konnten und Guerillataktiken gegen die feindlichen Verbände anwendeten. Die hohen Verluste der kolumbianischen Truppen während dieser Angriffe führten zu einer Krise in diesen Departamentos, in der oft der Ausnahmezustand ausgerufen wurde. Die FARC-EP Guerillakämpfer verwendeten während der Angriffe auch schwere Waffen, wie die schultergestützten Raketenwerfer RPG-2 und RPG-7. Manchmal wurden von den FARC-Kämpfern auch Mörser oder erbeutete Artilleriegeschütze kleinen Kalibers eingesetzt, die vor allem dazu benutzt wurden, feindliche Polizeistationen oder militärische Lager für relativ kurze Zeit zu beschießen. Zugleich begannen die FARC-Kämpfer Angriffe gegen Polizeitruppen oder rechtsgerichtete paramilitärische Gruppen wie die Autodefensas Unidas de Colombia oder Los Rastrojos. Zu diesen Kämpfen gehören auch gegenseitige Erpressung, Repressalien, Racheexpeditionen und Geiselnahmen. Auch Repressalien gegen die Familien der feindlichen Kämpfer wurden oft von den paramilitärischen Kampfgruppen durchgeführt. Da sich die Aktivitäten der FARC-EP bis Mitte der 1970er Jahre ausschließlich auf die ländlichen Gebiete Kolumbiens beschränkten und die Organisation fast ausschließlich aus Bauern bestand, reisten einige hohe Mitglieder, darunter Timoleón Jiménez, Kampfname Timoschenko, durch Lateinamerika. Ziel dieser Reisen war es, Information bezüglich der Strategien anderer kommunistisch orientierter Guerillaorganisationen zu erhalten, mögliche Bündnisse zu erstellen und die Ausbildung der FARC-Kämpfer durch die Beobachtung anderer Guerillakämpfer zu verbessern. Die FARC-Mitglieder besuchten unter anderem die besonders aktiven Guerillakampfgruppen Sendero Luminoso, welche in Peru operierte, die Tupamaros, die in Uruguay aktiv waren, und der MIR, eine Guerillaorganisation und politische Partei die in Chile operierte. Ende der 1960er Jahre wurde eine Schulungsstätte für revolutionäre Ideologie für FARC-Offiziere und -Soldaten ins Leben gerufen, und in den von der FARC-EP kontrollierten Gebieten wurden verschiedene Schulen und zwei Militärakademien gegründet. Trotzdem ging das politische Programm bis 1980 nicht über Agrarthemen und revolutionäre Ideologie hinaus, während das militärische Programm vor allem Guerillataktiken und Kommunikationsmöglichkeiten im Dschungel vorsah. 1973 wurden das Generalkommando, auch Secretariat genannt, und der Generalstab der FARC-EP offiziell gegründet, denen Manuel Marulanda, Raúl Reyes und Alfonso Cano bis zu ihrem Tod angehörten.

### Modernisierung und Internationalisierung
Beeinflusst durch die sandinistische Revolution in Nicaragua im Jahre 1979 wurden ab diesem Zeitpunkt zunehmend auch linksgerichtete Studenten aus den größeren Städten Mitglieder der FARC-EP angeworben und auch militärische Bündnisse mit kleineren Guerillabewegungen abgeschlossen. Durch die neuen Rekrutierungen geriet die Beschränkung der FARC-EP auf ausschließlich landwirtschaftliche Forderungen in den Hintergrund, und die ideologischen Grundlagen der Bewegung wurden vom Secretariat und vom politischen Kommissariat der FARC-EP ausgebaut. Zudem begannen FARC-Kämpfer eine Infiltration der größeren kolumbianischen Städte, um neue Freiwillige, meist Studenten oder junge Arbeiter, die oft auch aus den Slums von Bogotá kamen, zu rekrutieren. Die meisten dieser neuen Kämpfer waren durch die politische Aktivität vieler linksgerichteter Schul- und Universitätslehrer auf die FARC-EP aufmerksam geworden. Auf Initiative von Jacobo Arenas wurde 1982 die Siebte Guerilla-Konferenz der FARC-EP abgehalten. An dieser Konferenz nahmen mehrere wichtige Mitglieder des Generalstabes der Organisation sowie alle Mitglieder des Secretariat und auch einige Beobachter der weiteren militärischen Guerillagruppen Lateinamerikas teil. Während der Konferenz wurde eine neue Strategie beschlossen, die das Einbeziehen aller Arten von Kampf (politisch und militärisch) zum Erreichen der revolutionären Ziele der FARC vorsah. Im Zuge dieser strategischen Neuausrichtung benannten sich die FARC endgültig in FARC-EP (EP: Ejército del Pueblo, Volksarmee) um; es wurden nicht mehr nur Taktiken des Guerillakampfes gegen die kolumbianischen Truppen eingesetzt, sondern auch größere Operationen nach militärischem Vorbild durchgeführt. Die bekannteste davon ist vermutlich der Angriff von 700 FARC-EP Kämpfern gegen die Truppen des 52. Bataillons der kolumbianischen 3. Brigade bei Peñas Coloradas, wodurch etwa 60 kolumbianische Soldaten getötet und 43 gefangen wurden. Die Verbindungen der FARC-EP zu anderen lateinamerikanischen Guerillaorganisationen wurden ausgeweitet, und als marxistische Gruppierung wurden die FARC-EP von Kuba und, jedoch in geringerem Maße, von der Sowjetunion finanziell unterstützt.

### Drogenkartelle
In den 1980er Jahren wurde Kolumbien zu einem der größten Kokainproduzenten weltweit. In diesen Jahren begannen auch die ersten Drogenkartelle ihre Aktivitäten, vor allem das Cali- und das Medellín-Kartell. Die meisten FARC-EP Kämpfer und Kommandeure waren zu diesem Zeitpunkt noch nicht direkt in den Drogenanbau oder den Drogenschmuggel verwickelt, doch die FARC-EP gewann unter vielen der linksgerichteten, kleineren Kokabauern neue Anhänger. Einige der größeren Kartelle benutzten hingegen einige FARC-EP Kämpfer als Bodyguards oder bewaffnete Eskorten gegen Bezahlung in US-Dollar. Die FARC-EP schloss Bündnisse mit mächtigen Kartellen und kämpfte hingegen gegen andere. In einigen Gebieten des Landes erfüllten die FARC-Kommandeure ab Mitte der 1980er Jahre fast staatliche Funktionen, beispielsweise durch Erhebung von Steuern. Außerdem verbreiterten die FARC-EP ihr finanzielles Fundament dadurch, dass sie Sicherheitsdienste, Transportmittel, sichere Aufbewahrungsplätze und Infrastruktur für die Drogenhändler bereitstellten. Die Drogenkartelle stellten hingegen oft frische Kämpfer, lokale Söldner oder Contractors, Waffen, Munition und Geld zu ihrer Verfügung. 1984 äußerten sich die FARC erstmals mit allgemeineren politischen Forderungen in Form eines Offenen Briefes. Im selben Jahr nahmen die Kommandeure des Secretariat zum ersten Mal Verhandlungen mit dem damaligen kolumbianischen Präsidenten Belisario Betancur auf. Die Verhandlungen dauerten einige Monate und führten schließlich zu einem Waffenstillstand, der, trotz mehrerer Unterbrechungen und bewaffneten Angriffen beider Parteien, bis 1987 anhielt.

### Unión Patriótica
1985 gründeten wenige hohe Mitglieder der FARC-EP und der Kommunistischen Partei Kolumbiens eine neue politische Partei, die Patriotische Union (Unión Patriótica), um ihre revolutionären Ziele auf legalem Wege durchzusetzen, anstatt den bewaffneten Kampf der FARC-EP weiterzuführen. 1986 wurde die UP in Kolumbien als legale politische Partei anerkannt. Im selben Jahr trat sie zu den Parlamentswahlen an und erlangte 1,4 % der Stimmen. Bei den Präsidentschaftswahlen erlangte ihr Kandidat Jaime Pardo Leal 4,5 % der Stimmen. Auch an den Gouverneurswahlen 1988 nahm die UP teil.
In den folgenden Jahren wurden 2.000 bis 3.000 der Mitglieder der UP (die FARC-EP hingegen spricht von bis zu 5.000), insbesondere solche mit öffentlichen oder wichtigeren Funktionen, von den paramilitärischen Gruppierungen und Todesschwadronen der AUC oder anderer rechtsgerichteter Kampfgruppen systematisch ermordet oder entführt. Der ehemalige Präsidentschaftskandidat der UP Pardo Leal wurde im Jahre 1987 von einem 14-jährigen Militanten der AUC getötet. Die NGO Amnesty International machte im April 1988 auf mögliche Beteiligungen einiger Einheiten des kolumbianischen Militärs an diesen Tötungsaktionen und an den Entführungen aufmerksam. Die Regierung von Virgilio Barco Vargas hingegen stritt diese Behauptungen heftig ab. Die meisten Morde an politischen Funktionären der UP wurden jedoch nie offiziell von den kolumbianischen Behörden aufgeklärt. Nachdem jedoch am 22. März 1990 auch der neue Präsidentschaftskandidat der Unión Patriótica Bernardo Jaramillo Ossa durch Kampfgruppen der AUC ermordet wurde, trat die UP nun stark geschwächt zu den Wahlen 1991 an. Sie existierte noch bis 2002 offiziell als politische Partei Kolumbiens, war allerdings spätestens seit Anfang der 1990er Jahre vollkommen bedeutungslos. Nach der Verabschiedung der neuen Verfassung im Jahre 1991 nahmen die FARC-EP und die kolumbianische Regierung unter venezolanischer und mexikanischer Vermittlung die Friedensverhandlungen wieder auf; die Gespräche blieben allerdings ergebnislos. Am 4. September 1996 griffen die FARC-EP in einer größeren, koordinierten Militäraktion einen Stützpunkt des kolumbianischen Militärs sowie einiger lokaler Polizeistreitkräfte in Guaviare an. Bei den drei Wochen andauernden Kämpfen starben über 130 Menschen, die meisten davon waren Zivilisten, doch auch etwa 50 kolumbianische Soldaten wurden im Laufe der Aktion getötet. Anfang der 1990er Jahre bestanden die FARC-EP aus schätzungsweise 8.000–18.000 bewaffneten Kämpfern und zahlreichen Nichtkämpfern, oftmals jugendliche Guerillas, die noch in der Ausbildung waren. Die FARC-EP war in 7 Blocs unterteilt die über 60 regionale Fronten und hunderte Kompanien oder Kolonnen organisiert waren.

### Ziele
1993 stellten die FARC-EP im Rahmen der Plattform für eine Regierung des Wiederaufbaus und der nationalen Aussöhnung einen Zehnpunkte-Plan auf, der als Gesprächsgrundlage mit der Regierung dienen sollte und folgende Forderungen beinhaltete:
1. Lösung des Konflikts mit politischen Mitteln;
2. Das kolumbianische Militär darf keine innenpolitischen Funktionen wahrnehmen;
3. Durchsetzung der Gewaltenteilung zwischen Judikative und Exekutive, Pressefreiheit und demokratische Mitbestimmungsmöglichkeiten auf allen Ebenen;
4. Stärkung des Binnenkonsums, Schutz der einheimischen Industrien vor ausländischer Konkurrenz sowie staatliche Kontrolle über den Energiesektor;
5. Verwendung von 50 % des Staatshaushaltes für Sozialausgaben und 10 % für die Förderung der Wissenschaften;
6. Einführung eines progressiven Steuersystems;
7. Entwicklungsprogramme für ländliche Regionen;
8. Revision der Energiepolitik und Neuverhandlung der Verträge zum Abbau der Bodenschätze mit den multinationalen Unternehmen;
9. Aufbau souveräner, auf dem Recht auf Selbstbestimmung basierender Beziehungen zu allen Ländern der Welt;
10. Nicht-militärische Lösung des Drogenproblems.

## Entwicklung 1998–2002
Unter Präsident Andrés Pastrana (1998–2002) kam es erneut zu Friedensverhandlungen zwischen der Regierung Kolumbiens und der FARC-EP. Im Zuge dieser Verhandlungen wurde den FARC-Guerillas ein etwa 40.000 km² großes Gebiet in Kolumbien zur kompletten Verfügung gestellt, die so genannte Zona de distensión, das die FARC-EP-Kämpfer vollkommen unter ihrer Kontrolle hatten. In diesem offiziell als neutral deklarierten Gebiet sollten die Verhandlungen stattfinden, und das kolumbianische Parlament musste alle sechs Monate über die Verlängerung der Aufrechterhaltung der Verhandlungszone abstimmen. In der Zona de distensión begannen die FARC-EP nach Regierungsaussagen bereits seit dem Anfang der Friedensverhandlungen neue Kämpfer zu rekrutieren, vor allem bei den kleineren örtlichen Gemeinden, und konnten zugleich auf dem Schwarzmarkt mehrere Tonnen Waffen erlangen. Weitere Waffen, vor allem AK-47 und M16, wurden durch kleine Drogenkartelle als Bezahlung für die Dienste einiger FARC-Kämpfer geliefert. Während der Verhandlungen intensivierte die FARC-EP ihre militärischen Offensiven gegen das kolumbianische Militär im restlichen Teil des Landes. Außerdem entführten sie ein Passagierflugzeug und mehrere wichtige kolumbianische Politiker.
Am 21. Februar 2002 erklärte die Regierung Kolumbiens die Friedensverhandlungen mit der FARC-EP für gescheitert und begann eine starke Militäroffensive in der Verhandlungszone. Die FARC-EP konnten mehrere kolumbianische Angriffe auf die Zona de distensión abwehren. Dabei kamen mehr als 150 kolumbianische Soldaten, zusammen mit etwa 30 FARC-EP-Kämpfern, bei den Kämpfen ums Leben. Die FARC-EP kontrollierte jedoch nach wie vor große Teile Kolumbiens, unter ihnen auch ein Teil der Zona de distensión. Kurz darauf wurde die Präsidentschaftskandidatin Íngrid Betancourt von FARC-EP-Kämpfern während eines bewaffneten Angriffes entführt und erst mehr als sechs Jahre später, im Juli 2008, von Truppen des kolumbianischen Militärs nach einem Überfall auf ein FARC-Lager befreit.
Seit der Zerschlagung von zwei großen Drogenkartellen Ende der 1990er Jahre hatte die FARC-EP ihre Aktivitäten im Zusammenhang mit der Kokainproduktion in den von ihren Kämpfern kontrollierten Zonen des Landes verstärkt. Anstatt lediglich Hilfs- und Schutzleistungen für die Drogenproduzenten anzubieten, hatte die FARC-EP nach Regierungsaussagen selbst damit begonnen, unter Eigenregie Koka in einigen Teilen Kolumbiens anzubauen und eigene Labore für die Weiterverwertung zu betreiben. Die FARC-EP dementierte diese Aussage und der Generalstab der FARC-EP behauptete, dass sie nur die wirtschaftlichen Aktivitäten in ihren Regionen inkrementieren und verbessern wollten. Die FARC-EP dulde den Koka-Anbau in ihren Zonen, um den lokalen Bauern nicht die Lebensgrundlage zu entziehen. Die Anbaufläche von Koka in Kolumbien hatte sich während der 1990er Jahre auf rund 120.000 Hektar versechsfacht.
Laut einem in Spanien seit 2008 laufenden Ermittlungsverfahren fallen in diese Zeit auch mutmaßliche Kontakte zwischen der FARC-EP und der baskischen Untergrundorganisation ETA, die das Ziel verfolgen, kolumbianische politische Persönlichkeiten in Spanien durch gemeinsame Gewaltaktionen zu ermorden, darunter auch Andrés Pastrana und dessen Nachfolger Alvaro Uribe. In diesem Zusammenhang bezichtigte der spanische Richter Eloy Velazco die venezolanische Regierung des Präsidenten Hugo Chávez die Kontakte zwischen der ETA und der FARC-EP teilweise gedeckt zu haben. Venezuelas Botschafter in Spanien, Isaías Rodríguez, wies die Anschuldigungen gegen die venezolanische Regierung jedoch umgehend zurück und wies darauf hin, dass Richter Velazco seine Behauptungen auf Informationen der kolumbianischen Regierung stütze, wobei diese Informationen, die von einem Laptop des FARC-Kommandanten Raúl Reyes stammten, womöglich durch die kolumbianische Armee manipuliert sein könnten.

## Entwicklungen 2002–2004
Mit der Forderung, drastisch gegen die FARC vorzugehen, gewann Pastranas Nachfolger Álvaro Uribe die Wahlen 2002. Er gab somit den Verhandlungskurs auf und strebte eine militärische Lösung des Konflikts an.
Die FARC wurden bis März 2008 von Manuel Marulanda, dem zu diesem Zeitpunkt ältesten Guerillaführer Lateinamerikas, kommandiert. Sein Nachfolger ist Leon Saenz Vargas alias Alfonso Cano. Ein weiteres Mitglied des Generalkommandos war neben anderen José Briceño alias Mono Jojoy. Die Truppenstärke wurde in den 90er Jahren auf ca. 20.000 Kämpfer geschätzt; einigen Schätzungen zufolge war sie bis Juni 2008 auf etwa 8000 Mann gesunken. In den sechs Jahren zwischen dem Amtsantritt von Uribe 2002 und Mitte 2008 gab es etwa 9000 Deserteure, und allein in der zweiten Hälfte dieses Zeitraums starben 3840 FARC-Kämpfer. Aus diesen Zahlen konnte man auf eine starke Fluktuation in den Rängen der Guerilla schließen.
Die FARC kombinierten in ihrem Kampf gegen den kolumbianischen Staat und die paramilitärischen Autodefensas Unidas de Colombia, Guerillataktik mit „konventionellem“ Kampf. Sie finanzierten sich hauptsächlich aus Lösegeldzahlungen und dem Drogenhandel. Die Einnahmen wurden auf jährlich über 300 Millionen US-Dollar geschätzt, andere Quellen gehen von bis zu 980 Millionen US-Dollar aus. Im Jahr 2000 hatten die FARC mit ihrem „Gesetz 002“ festgelegt, dass jeder Kolumbianer mit einem Vermögen von über einer Million Dollar eine „Revolutionssteuer“ von zehn Prozent zahlen müsse – wobei der Prozentsatz vom tatsächlichen (geschätzten) Vermögen abhing. Entführungen wurden dabei als Druckmittel angesehen. Laut Presseagenturmeldungen befanden sich im Sommer 2008 zwischen 700 und 1000 Geiseln in den Händen der FARC-Rebellen, für die sie hohe Lösegelder forderten. Die FARC selbst erklärten im März 2009, dass sich zum Zeitpunkt neun Personen als Geiseln aus ökonomischen Gründen in ihrer Gewalt befänden. Gleichzeitig boten sie 20 Geiseln (Militärs und Polizisten) als Austausch gegen die Freilassung von 500 in kolumbianischen Gefängnissen einsitzenden Gefangenen an. Die von Kolumbiens Vizepräsident Francisco Santos gegründete Geiselhilfsorganisation País Libre (Freies Land) ging derweil von 472 Geiselhäftlingen aus.

## Entwicklungen seit 2004

### Entwicklungen 2004–2007
- Am 16. Juni 2004 töteten FARC-EP-Kämpfer während des Massaker von La Gabarra 35 Zivilisten und Polizisten nahe der Ortschaft La Gabarra, Tibú, Norte de Santander.
- Am 13. Juli 2004 verurteilte der Hohe Kommissar der Vereinten Nationen für Menschenrechte (UNHCHR) wegen des von FARC-EP Kämpfern verübten Massakers die anhaltende Gewalt der FARC-EP in Kolumbien. Er wies darauf hin, dass die FARC-EP-Einheiten damit Artikel 17 des Zweiten Zusatzprotokolls der Genfer Konventionen verletzen.
- Am 4. August tötete eine Bombe 9 Polizisten in der Ortschaft Andinapolis, Trujillo, Valle del Cauca.
- Im Februar 2005 begannen die FARC-EP mit zwei kleineren militärischen Offensiven im Südwesten Kolumbiens, bei denen es etwa 40 Tote und Verletzte auf Seiten des kolumbianischen Heeres gab. Beobachter werteten diese beiden Angriffen als ein Zeichen dafür, dass die FARC-EP nun das Ende ihrer strategischen Rückzugsphase erreicht habe und wieder in die strategische Offensive im Süden Kolumbiens übergehen würde. Sie vermuteten, dass die FARC-EP mit dieser offensiven Taktik die Wiederwahl des Präsidenten Uribe 2006 verhindern wollte.
- Am 20. Februar 2005 meldete die Zeitung El Tiempo, dass der Sprecher des Generalstabes der FARC-EP, Raúl Reyes, in einem Rundfunkinterview erklärt habe, dass die Zeit der Zurückhaltung und der militärischen Regeneration der FARC-EP-Einheiten vorbei sei und die Machtübernahme im Land angestrebt werde, wie auch die Angriffe auf militärische Ziele gezeigt hätten.
- Am 6. April töteten FARC-EP-Kämpfer 17 kolumbianische Soldaten im Departamento Arauca.
- Am 24. Juni töteten FARC-EP-Kämpfer 25 kolumbianische Soldaten nahe der Ortschaft Puerto Asís, Putumayo, und verwundeten weitere 20 Soldaten.
- Anfang Oktober 2005 blockierten die FARC-EP den Verkehr im Departamento Arauca, dem Haupterdöllieferanten Kolumbiens. Im Departamento Putumayo nahe der Grenze zu Ecuador verursachten die FARC-EP in derselben Woche einen Stromausfall durch einen Bombenanschlag auf einen Hochspannungsmast.
- Am 17. Dezember 2005 wurden 6 Polizisten durch FARC-EP-Kämpfer nahe der Ortschaft San Marino, Bagadó, Chocó getötet. Weitere 30 Polizisten wurden als Geiseln genommen, jedoch am 20. Dezember wieder freigelassen.
- Am 28. Dezember 2005 wurden 28 kolumbianische Soldaten durch FARC-EP-Kämpfer nahe der Ortschaft Vista Hermosa, Meta, getötet.
- Am 26. Februar 2006 wurden acht Zivilisten durch FARC-EP-Kämpfer nahe der Ortschaft Puerto Rico, Caquetá getötet.
- Am 5. April 2006 wurde der deutsche Lothar Hintze nach fünf Jahren Geiselhaft in Kolumbien von der FARC-EP freigelassen.
- Am 31. Juli 2006 wurden 15 Soldaten durch FARC-EP-Kämpfer nahe der Ortschaft Tibú, Norte de Santander, getötet. Die Soldaten wurden in einen Hinterhalt gelockt, indem ein anonymer Anrufer auf eine Autobombe in Tibú hinwies. Die Soldaten wurden durch Sprengsätze und einen darauf folgenden Schusswechsel getötet.
- Am 31. Juli 2006 explodierte ein Mazda 626 in Bogotá und tötete einen 50 Jahre alten Mann. Es wurden weitere 21 Personen verletzt, unter anderem Kinder aus einer nahe liegenden Kindertagesstätte. Das verfehlte Ziel war ein Truppentransport mit 45 Soldaten.[31]
- Seit dem 9. September 2006 läuft ein Verfahren gegen zwei Elite-Offiziere des kolumbianischen Heeres wegen deren Beteiligung an den Anschlägen in Bogotá. In einem Video erschienen die beiden Kommandeure mit Mitgliedern der FARC-EP.[32]
- Am 19. Oktober 2006 wurden 18 Personen durch eine Autobombe vor der Militärakademie in Bogotá verletzt.
- Am 1. November 2006 wurden 17 Polizisten und 2 Zivilisten in mehreren Hinterhalten von der 5., 18. und 58. Brigade der FARC-EP in Tierradentro, Montelíbano, Córdoba getötet. Es wird geschätzt, dass sich an den Angriffen insgesamt 450 Mitglieder der FARC-EP beteiligten. Dies war die stärkste Niederlage der Regierung in der zweiten Amtszeit von Uribe, da diese Anschläge mitten im ehemaligen Gebiet der aufgelösten paramilitärischen Gruppen der AUC stattfanden. Die Kämpfer hatten die Polizeistation mit Gaszylindern und Sturmgewehren beschossen und die 50 Polizisten, die als Verstärkung aus einer anderen Station kamen, in einen Hinterhalt gelockt. Dies war der zweite Vorfall in dieser Gegend, wo bereits im Jahr 2000 36 Soldaten starben, als sie aus ihren Hubschraubern ausstiegen.[33]
- Am 6. Dezember 2006 erklärten die FARC-EP der ELN (Ejército de Liberación Nacional) den Krieg, nachdem die ELN mit der Regierung über einen Friedensschluss verhandelte und damit nach Aussagen der FARC-EP gemeinsame revolutionäre Ziele verriet. Hinter dem Konflikt wird ebenfalls eine Auseinandersetzung um ölreiche Gebiete sowie Gebiete zum Drogenanbau und -handel angenommen. Die FARC-EP startete eine systematische militärische Kampagne in der über 500 Guerillas der ELN ums Leben kamen. Tausende Einwohner flohen vor dem Konflikt.[34]
- Am 9. April 2007 wurde ein kolumbianischer Polizist durch eine Bombe in der Stadt Cali getötet. Weitere 34 Personen wurden dabei verletzt.
- Am 9. Mai 2007 wurden 9 kolumbianische Polizisten durch eine Bombe im Departamento Santander getötet.
- Am 10. Mai 2007 wurden 10 kolumbianische Soldaten durch eine Bombe im Departamento Valle del Cauca getötet.
- Im August 2007 fand das kolumbianische Militär nach einem Angriff gegen ein FARC-EP-Lager das Tagebuch der Niederländerin Tanja Nijmeijer, die sich der Guerilla vermutlich angeschlossen hatte.[35] Neben ihr werden noch weitere Ausländer in den Reihen der FARC-EP vermutet.

### Entwicklungen 2008

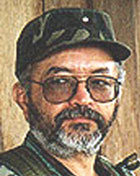
Raúl Reyes (1948–2008)

- Am 10. Januar 2008 wurden Clara Rojas, die im Februar 2002 gemeinsam mit Íngrid Betancourt entführt worden war, und die am 10. September 2001 entführte damalige Kongressabgeordnete Consuelo González nach Vermittlungen durch den venezolanischen Präsidenten Hugo Chávez von den FARC freigelassen.[36]
- Am 4. Februar 2008 kam es in Kolumbien zu landesweiten Protesten gegen die FARC. In Bogotá beteiligten sich nach Polizeiangaben mehr als 1 Million Menschen an der Protestaktion. Auch in anderen Städten in Kolumbien und im Ausland fanden Demonstrationen und Kundgebungen statt. In Madrid beteiligten sich mehr als 10.000 Menschen an der Veranstaltung. Die kolumbianische Regierung hatte zur Teilnahme an der mit Unterstützung der Behörden organisierten Aktion aufgerufen. Im Ausland waren die Demonstrationen von den kolumbianischen Botschaften organisiert worden.[37]
- Am 27. Februar 2008 ließen die FARC, nach Vermittlungen durch den venezolanischen Staatspräsidenten Hugo Chávez und die oppositionelle kolumbianische Senatorin Piedad Córdoba, vier frühere kolumbianische Abgeordnete (Gloria Polanco, Luis Eladio Pérez, Orlando Beltrán und Jorge Eduardo Géchem), die sie mehr als sechs Jahre als Geiseln festgehalten hatten, ohne Gegenleistung frei. Die FARC begründeten diesen Schritt mit dem schlechten Gesundheitszustand der Entführten und wollten die Freilassung als eine positive Geste gegenüber den Vermittlern verstanden wissen, nachdem diesen der kolumbianische Präsident das Mandat zur Vermittlung entzogen hatte.[38] In einer Presseerklärung riefen die Freigelassenen zu einem Austausch der restlichen Geiseln mit inhaftierten Mitgliedern der FARC und einer nicht militärischen Lösung des Konflikts auf. Die FARC erklärten, keine weiteren Gefangenen ohne Gegenleistungen freizulassen.[39]
- Am 1. März 2008 wurden bei einem Einsatz kolumbianischer Truppen auf ecuadorianischem Hoheitsgebiet der Sprecher des Oberkommandos der FARC, Raúl Reyes, sowie 23 weitere Menschen getötet; dies führte zu einer diplomatischen Krise zwischen Kolumbien einerseits und Venezuela und Ecuador andererseits.
Siehe dazu: Regionalisierung des Konflikts
- Wenige Tage später wurde bekannt, dass ein zweites Führungsmitglied der FARC, José Juvenal Velandia, bekannt unter dem Namen Ivan Rios durch einen seiner Mitkämpfer umgebracht worden war, um das von den Behörden ausgesetzte Kopfgeld zu erhalten.
- Am 26. März 2008 starb der Gründer und bis dato Chef der FARC, bekannt unter seinen Kampfnamen Manuel Marulanda oder Tirofijo, im Alter von 78 Jahren, nach Angaben der FARC an den Folgen eines Herzinfarktes. Sein Nachfolger wurde Alfonso Cano.[40]

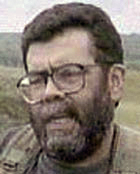
Alfonso Cano (1948–2011)

- Ende März 2008 formulierte die kolumbianische Regierung ein durch die Regierungen Spaniens, Perus und Frankreichs unterstütztes Angebot, Íngrid Betancourt und andere Geiseln gegen inhaftierte FARC Mitglieder einzutauschen.[41]
- Am 18. Mai 2008 stellte sich die hochrangige Guerillera Elda Neyis Mosquera, auch bekannt als Nelly Avila Moreno bzw. unter ihrem Kampfnamen Karina, den kolumbianischen Streitkräften. Sie führte die Frente 47 und wird unter anderem der Ermordung des Vaters von Präsident Álvaro Uribe beschuldigt.[42] Auch ihr Sicherheitschef soll sich laut Angaben von Verteidigungsminister Juan Manuel Santos gestellt haben. Präsident Álvaro Uribe habe für ihre Sicherheit garantiert. Die Aufgabe Karinas gilt als ein Indiz dafür, dass sich Teile der FARC-Führung nach dem Bombardement auf das FARC-Camp am 1. März, bei dem der Vize Raúl Reyes getötet wurde, und dem fast gleichzeitigen Verrat an Ivan Rios in Auflösung zu befinden scheinen.[43]
- Am 2. Juli 2008 befreite kolumbianisches Militär Íngrid Betancourt, drei US-Bürger und elf kolumbianische Militärs aus den Händen der FARC.[44] Die Befreiungsaktion fand ca. 72 Kilometer von der Ortschaft San José del Guaviare im Südosten Kolumbiens statt. Zwei FARC-Rebellen wurden dabei festgenommen. Die im Jahre 2003 entführten US-Bürger arbeiteten zum Zeitpunkt ihrer Entführung für eine vom US-Verteidigungsministerium beauftragte Firma und waren von den FARC der Spionage für die CIA beschuldigt worden.[45]
- Dokumente, die sich auf Computern und Datenträgern befanden, die nach der Bombardierung des Lagers von Raúl Reyes sichergestellt worden waren, von denen aber nicht ausgeschlossen werden kann, dass sie danach verändert wurden,[46] dienten laut den kolumbianischen Behörden als Grundlage, ein Netz von Mittelsmännern und Geldgebern in Europa aufzudecken; so wurde am 26. Juli mit Hilfe der spanischen Polizei Maria Remedios Garcia Albert bei Madrid festgenommen, der vorgeworfen wird, die Unterstützung der FARC in Europa zu koordinieren.
- Am 20. Juli 2008 demonstrierten über eine Million Menschen anlässlich des Unabhängigkeitstag Kolumbiens für die Freilassung der rund 700 Entführten.[47]
- Nachdem die kolumbianischen Streitkräfte ein FARC-Lager im kolumbianischen Department Guaviare bombardierten, fanden sie nach eigenen Angaben in dem fluchtartig verlassenen Lager des Kommandanten der Frente 43, Gener García Molina (alias Jhon 40), eine Million US-Dollar. Außerdem sollen drei Laptops und zwölf USB-Sticks sichergestellt worden sein.[48]

### Entwicklungen 2009
- Anfang Februar 2009 wurden ohne erkennbare Gegenleistung zunächst vier Geiseln, darunter drei Polizisten und ein Soldat, von der FARC freigelassen. Sie waren 2007 entführt worden. Gleichzeitig entzog Präsident Uribe der so genannten Humanitären Begleitgruppe für die Freilassung der FARC-Geiseln das Mandat für weitere Aktionen, da die Freilassungen für Propagandazwecke seitens der FARC missbraucht würden.[49] Wenige Tage später ließen die FARC ankündigungsgemäß auch den 2001 entführten Ex-Gouverneur Alan Jara und den im April 2002 entführten Provinzabgeordneten Sigifredo Lopez frei. Alan Jara übte anschließend heftige Kritik an der Uribe-Regierung: Regelmäßig verhindere sie humanitäre Lösungen zur Geiselfreilassung. Auch sei nach seiner Einschätzung die FARC noch lange nicht geschlagen. Vor allem in den Bergen solle es noch viele, vor allem junge, Kämpfer geben.[50][51]
- Anfang Februar 2009 meldeten indigene Organisationen die Ermordung von mindestens 27 Mitgliedern der Awá in den Gemeindebezirken Barbacoas und Ricaurte im Departamento Nariño. Sie seien vermutlich von FARC-Rebellen getötet worden. Da in diesem Gebiet neben den FARC auch die ELN und paramilitärische Gruppen einschließlich Drogenschmugglern operieren, konnte die Täterschaft nicht mit Sicherheit geklärt werden.[52] Am 11. Februar 2009 bekannten sich die FARC zur „Hinrichtung“ von acht Mitgliedern der Awá, die sie der Kollaboration mit der Armee bezichtigt hatten.[53]
- Im Dezember 2009 gaben die FARC und die ELN in einer gemeinsamen Erklärung bekannt, dass sie die feindseligen Auseinandersetzungen zwischen den beiden Organisationen beenden wollten. In der Erklärung wurden ihre Einheiten dazu aufgefordert, die „nicht kämpfende Bevölkerung, ihr Eigentum und Interessen und ihre sozialen Organisationen“ zu respektieren.[54]
- Ende Dezember wurde der Gouverneur des Departement Caquetá, Luis Francisco Cuéllar entführt und Stunden später ermordet. Unmittelbar nach der Entführung beschuldigte Uribe die FARC dieser Gewalttat und ordnete die militärische Befreiung Cuéllars und aller Geiseln an, woraufhin das Rote Kreuz die schon mehrere Monate laufenden Verhandlungen zur Freilassung von Geiseln aussetzte. Die FARC bekannten sich zu der Tat.[55]

### Entwicklungen 2010
Im März 2010 ließen die FARC den knapp ein Jahr zuvor gefangengenommenen Soldat Josué Calvo und den seit 12 Jahren in Gefangenschaft gehaltenen Unteroffizier Pablo Moncayo frei. Sie gaben bekannt, dass es keine weiteren Freilassungen ohne Gegenleistungen mehr geben werde. Für die Freilassung der nun noch 21 von ihnen festgehaltenen Polizisten und Militärs verlangen sie einen Austausch gegen Mitglieder ihrer Organisation, die in kolumbianischen Gefängnissen sitzen.
Nachdem Juan Manuel Santos zum neuen Präsidenten Kolumbiens gewählt wurde, von dem erwartet wurde, dass er das harte Vorgehen seines Amtsvorgängers Uribe gegen die FARC fortsetzen würde, machte deren Anführer Alfonso Cano Ende Juli 2010 ein Angebot zu Gesprächen über ein Ende des bewaffneten Kampfes. Santos nahm dieses Gesprächsangebot „grundsätzlich an“.
Im Zuge der Streitkräfteoperation Sodom wurde am 22. September 2010 der Militärchef der FARC-Rebellen Jorge Briceño, bekannt unter dem Namen Mono Jojoy getötet. Sein Nachfolger wurde Félix Muñoz. Im November 2010 wurde nach unbestätigten Berichten das Mitglied des 30-köpfigen Führungsgremiums José Benito Cabrera bei einem Gefecht getötet.

### Entwicklungen 2011
Am 4. November 2011 wurde der FARC-Anführer Alfonso Cano bei einer Operation gegen die Rebellengruppe durch kolumbianische Soldaten getötet. Im November 2011 wurde Timoleón Jiménez alias Timoschenko zum neuen Anführer der FARC ernannt.

### Entwicklungen 2012
Am 2. Februar 2012 deponierte die FARC eine Motorradbombe in Tumaco, bei deren Explosion 11 Menschen starben und anschließend 70 Verletzte in den Krankenhäusern behandelt wurden. Am selben Tag wurden von einem Lieferwagen Gaszylinder vor einer Polizeistation in Villa Rica in die Luft gesprengt. Es starben ein Polizist, vier Erwachsene und ein Kind.
Im Februar 2012 kündigte die FARC an, das Entführen zwecks Lösegeld einzustellen. Am 3. April 2012 wurde bekannt, dass die FARC die letzten zehn gefangenen Polizisten und Soldaten freiließ. Sie waren 1998 und 1999 während Angriffen entführt worden. Durch die Freilassung war einer der wichtigsten Punkte in Richtung Friedensgesprächen erfüllt. Ein weiterer wichtiger Punkt war, dass auch alle weiteren zivilen Geiseln freikommen. Deren Zahl wurde (Stand März 2012) auf über einhundert Personen geschätzt.
Im Oktober 2012 begannen Friedensgespräche zwischen der kolumbianischen Regierung und der FARC. Erste Verhandlungen fanden unter Ausschluss der Öffentlichkeit in Norwegen statt. Der Regierungsdelegation gehörten u. a. die Unterhändler Humberto de La Calle, Sergio Jaramillo Caro und Frank Pearl sowie Oscar Naranjo, früherer Chef der Nationalpolizei, Jorge Mora, ehemaliger Kommandant der Streitkräfte, und der Unternehmer Luis Carlos Villegas an. Zur FARC-Delegation zählten u. a. Iván Márquez, der als zweitwichtigster Mann der Guerillabewegung gilt, und Rodrigo Granda. Für den Beginn der Friedensgespräche hatte Interpol auf Antrag der kolumbianischen Regierung internationale Haftbefehle gegen mehrere FARC-Vertreter aufgehoben. Präsident Juan Manuel Santos hatte für die Friedensgespräche einen Zeitraum von einem Jahr eingeplant. Sie waren in fünf Themenkreise ländliche Entwicklung, Aufnahme von demobilisierten FARC-Mitgliedern in die Politik, Bedingungen für Waffenstillstand, Drogenhandel sowie Entschädigung der Opfer eingeteilt. Die Agenda war in mehrmonatigen Treffen entstanden, die heimlich in Havanna geführt worden waren. Die Gespräche, die unter der Schirmherrschaft von Norwegen und Kuba standen sowie von Chile und Venezuela begleitet wurden, sollten am 15. November 2012 in Havanna fortgesetzt werden. Am 19. November 2012 kündigte die Farc an, eine bis zum 20. Januar 2013 andauernde Waffenruhe zu beginnen. Den Angaben der kolumbianischen Regierung zufolge habe die FARC dennoch in der Silvesternacht eine Polizeiwache im Westen des Landes angegriffen.

### Entwicklungen 2013
Ende Mai 2013 einigten sich die kolumbianische Regierung und die FARC auf eine Agrarreform, die unter anderem vorsah, dass Opfer von Landraub und Vertreibung entschädigt werden sollten. Die Landverteilung war der erste der fünf Punkte der Friedensagenda. Die Gespräche sollten bis Ende 2013 abgeschlossen werden.
Im Juli 2013 töteten FARC-Rebellen 15 kolumbianische Soldaten, woraufhin Staatspräsident Juan Manuel Santos ankündigte, die Offensive gegen die FARC verstärken zu wollen.
Am 6. Oktober 2013 hob die Polizei in der Operación República 46 in Tumaco ein Drogenlabor aus, in dem monatlich bis zu einer halben Tonne Kokain hergestellt wurde. Wenige Wochen später startete die FARC eine große Offensive. Mehrere Polizeistationen und Militärstützpunkte wurden angegriffen, das Departement Chocó wurde dabei vom restlichen Land weitgehend abgeschnitten. Am 7. Dezember 2013 zündeten FARC-Rebellen am frühen Morgen eine Autobombe in der Ortsmitte von Inzá im Departamento Cauca. Durch die Explosion starben neun Menschen: fünf Angehörige des Militärs, ein Polizist und drei Bauern aus der Region, die zum Wochenmarkt gekommen waren. Mehr als vierzig weitere Personen wurden verletzt. Das Rathaus und die Polizeistation wurden durch die Explosion zerstört und zahlreiche weitere Gebäude beschädigt.
Trotz der Waffenruhe erschoss die kolumbianische Armee den FARC-Anführer Diego Tabares während eines Gefechts im Dezember.

### Entwicklungen 2014
Die FARC und die kolumbianische Regierung einigten sich darauf, landwirtschaftlich nutzbare Flächen an arme Bauern abzugeben und für benachteiligte Regionen zusätzliche Sitze im Parlament einzurichten. Die Präsidentschaftswahlen 2014 gewann Juan Manuel Santos, welcher im Wahlkampf mit Friedensverhandlungen mit der FARC geworben hatte.
Am 16. November verschwand General Rubén Alzate, worauf die Friedensgespräche gestoppt wurden und Santos ankündigte, unter diesen Umständen keinen Unterhändler zur nächsten Verhandlungsrunde nach Havanna zu schicken. Die FARC gestanden die Entführung und boten der Regierung Gespräche über seine Freilassung an. Die FARC entließ General Rubén Alzate sowie vier weitere Gefangene.

### Entwicklungen 2015
Nach Umfrageergebnissen im Juni 2015 sprachen sich erstmals seit Beginn der Friedensverhandlungen mehr Kolumbianer für eine militärische Lösung anstelle einer Fortsetzung des Friedensdialogs aus (46 % zu 45 %).
Im September 2015 trafen bei den Friedensgesprächen in Havanna erstmals Kolumbiens Staatschef Juan Manuel Santos und Timoleón Jiménez zusammen. Sie verkündeten einen Durchbruch bei den Friedensverhandlungen: die Einigung auf einen juristischen Rahmen zur Aufarbeitung des Konflikts. Geplant war die Schaffung eines eigenen Justizwesens, das die Verbrechen während des bewaffneten Konflikts aufklären solle. Für politische Straftaten solle es eine weitreichende Amnestie geben, während es für Kriegsverbrechen und Verbrechen gegen die Menschlichkeit keinen Straferlass gebe. Für die Beteiligung an schweren Verbrechen sei eine Freiheitsstrafe von maximal acht Jahren vorgesehen. Die Friedensgespräche sollten laut Santos in sechs Monaten abgeschlossen sein. Der Text des Friedensvertrags sollte von der kolumbianischen Bevölkerung in einem Referendum bestätigt werden.

### Friedensvertrag, Entwaffnung und Demobilisierung
Am 22. Juni 2016 vereinbarten beide Seiten einen endgültigen Waffenstillstand. Beide Seiten hatten sich bereits auf eine Übergangsjustiz, landwirtschaftliche Entwicklungsprogramme in den Hochburgen der Rebellen sowie die künftige politische Beteiligung der Guerilla verständigt. Der Abschluss eines Friedensvertrages sollte bis zum kolumbianischen Unabhängigkeitstag am 20. Juli vollzogen werden. Am 26. September 2016 unterschrieben die FARC und die Regierung den Friedensvertrag. Am selben Tag hatte die EU-Außenbeauftragte Federica Mogherini angekündigt, dass die FARC aus der EU-Liste der terroristischen Organisationen gestrichen werde. Am 2. Oktober 2016 fand ein (nicht bindendes) Referendum statt, bei dem eine knappe Mehrheit von 50,22 % den Friedensvertrag entgegen der Prognosen ablehnte. Kritisiert wurden vor allem die milde Bestrafung für die Rebellen, selbst schwere Kriegsverbrechen sollten mit maximal acht Jahren bestraft werden. Entgegen vorheriger Ankündigungen ließen beide Seiten hoffen, am Waffenstillstand festzuhalten. Eine offene Frage blieb, wie lange die FARC überhaupt finanziell aufrechterhalten werden könne, ohne ihre kriminellen Aktivitäten wieder aufzunehmen.

Am 24. November 2016 wurde ein neuer Entwurf des Friedensvertrages zwischen der FARC-Miliz und dem kolumbianischen Staat vorgestellt. Ein Teil des vorigen Vertragstextes wurde geändert; so sollten die Strafen für die Guerillakämpfer nun härter ausfallen und das Vermögen der FARC zur Entschädigung der Opfer herangezogen werden. Die FARC solle mindestens zehn Parlamentssitze erhalten und damit demokratisch eingebunden werden, allerdings dürften keine Kämpfer und Personen, die Menschenrechte verletzt haben, ins Parlament einziehen.
Der Vertrag wurde am 30. November 2016 von beiden Kammern des Kongresses ohne Gegenstimme gutgeheißen. Die Gegner hatten die Abstimmung boykottiert und die Vorlage sollte nicht mehr dem Volk vorgelegt werden.
Die Entwaffnung der Rebellen war bis Ende Mai 2017 geplant, die Frist musste aber aufgrund von Verzögerungen beim Aufbau der Übergangs-Camps zur Demobilisierung um 20 Tage verlängert werden. Bis August 2017 sollten etwa 6.800 Kämpfer ins Zivilleben wiedereingegliedert werden und weitere geheime Waffenlager aufgelöst werden. Zirka 400 Kämpfer gelten als Dissidenten, welche sich der Entwaffnung widersetzten.
Ende Juni 2017 bestätigten die Vereinten Nationen, dass die Entwaffnung der FARC abgeschlossen sei. Insgesamt seien 7132 Kampfmittel abgegeben und registriert worden. Am 27. Juni fand in einem Sammelpunkt für Kämpfer der FARC im Departement Meta ein offizieller Festakt anlässlich des Ereignisses statt. Rund 69 Tonnen Waffen wurden gemäß Mitteilung der UNO vom 13. Oktober 2017 funktionsunfähig gemacht. Aus den eingeschmolzenen Waffen sollen Mahnmale für den Frieden entstehen in Kolumbien, beim Sitz der UNO in New York sowie in Havanna, dem Ort der Friedensgespräche.
Der Staat bekam auch mangels Infrastruktur nicht alle Gebiete genügend unter Kontrolle. Im Machtvakuum dieser Randgebiete machten sich bewaffnete Gruppen breit, die zum Teil auch aus dissidenten FARC-Guerilleros bestehen dürften. Bei inoffiziellen Schätzungen Anfang Mai 2018 wurde deren Zahl zwischen 1.000 und 2.000 angegeben. Medien berichteten von mindestens 170 Morden an sozialen Führungspersönlichkeiten allein im Jahr 2017, die bewaffneten Gruppen zuzuschreiben seien, welche auf diese Weise die Kontrolle über das Land zu gewinnen versuchen würden.

### Bildung einer Politischen Partei
Am Sonntag, 27. August 2017, eröffneten die FARC einen Kongress mit 1200 Delegierten, aus dem bis am 1. September 2017 eine politische Partei hervorgehen sollte. Die Partei solle nach dem Willen der Delegierten Alternative Revolutionäre Kraft des Volkes heißen und damit trotz geäußertem Unmut das Kürzel FARC behalten: Fuerza Alternativa Revolucionaria del Común. Am 14. November 2017 löschte die EU die FARC in ihrer Liste der terroristischen Organisationen.
Insgesamt 40 Mitglieder der Guerillaorganisation waren von der Entwaffnung im Herbst 2017 bis im Februar 2018 getötet worden. Nach Übergriffen auf ihre Kandidaten stellte die FARC am 9. Februar 2018 ihren Wahlkampf vorübergehend ein, um von der Regierung die Gewährleistung der Sicherheit für FARC-Politiker zu verlangen. Die Kandidaten waren mit Bodyguards und Polizeischutz unterwegs, die eigenen Erwartungen spiegelten sich in eher kleinen Veranstaltungen. Auch andere Parteien waren vom verhärteten politischen Klima betroffen. Bei den Wahlen errang die Partei weniger als ein Prozent der Stimmen und erhält damit nur die im Friedensvertrag garantierten Parlamentssitze.
Eine der für einen Parlamentssitz vorgesehenen Personen war Jesús Santrich, der jedoch am 11. April 2018 verhaftet wurde unter der Anschuldigung, an einem laufenden Export von 10 Tonnen Kokain in die USA beteiligt gewesen zu sein.

### Weitere Entwicklung
Ende August 2019 kündigte eine kleine Fraktion, um die ehemaligen FARC-Kommandeure Iván Márquez und Danilo Alvizu, die Wiederbewaffnung an und erklärte, die kolumbianische Regierung habe die Friedensvereinbarungen nicht eingehalten. Alvizu erklärte, die Mehrheit der im Friedensvertrag vorgesehenen Gesetzesentwürfe und Initiativen wurden, trotz Zusicherung, nicht umgesetzt. So habe sich die Armut im Land nicht verringert und ehemalige FARC-Angehörige, welche zum Teil in die Politik gingen, seien weiter verfolgt und ermordet worden. Auf die Aufkündigung der Wiederbewaffnung reagierte die kolumbianische Regierung mit einem Militäreinsatz, bei dem mehrere FARC-Mitglieder, die zur Führung von Wiederaufrüstungsaktivitäten bestimmt waren, getötet wurden.
Nach Angaben der Guardia Indigena (einer indigenen Schutztruppe des Nasa-Volkes, das auf Dialog statt Waffen setzt) bildeten sich nach dem Friedensbruch neue Gruppen. Stand Juni 2022 sind seit Abschluss des Friedensvertrages 2016 in Kolumbien mehr als 1000 Sozialarbeiter und soziale Aktivisten umgebracht worden. Nach Angaben der Organisation der Nasa-Indigenen, ACIN, wurden seit dem Jahr 2019 allein im Norte del Cauca (eines der konfliktreichsten Regionen Kolumbiens, das im Valle del Cauca liegt) 270 Kinder und Jugendliche zwangsrekrutiert. Durch die COVID-19-Pandemie in Kolumbien verschlimmerte sich der Konflikt nach Angaben der International Crisis Group.

## Uniform und Waffen

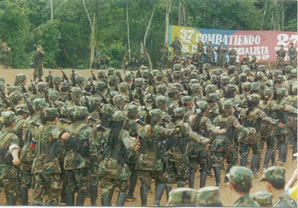
Eine Kompanie der FARC-EP während der Friedensgespräche von Caguán, 2001.

### Uniform
Alle FARC-EP Kämpfer trugen grüngetarnte Kampfanzüge und Bergmützen, dazu noch Feldjacken und Ponchos in der Regenzeit. Die meisten der Guerillas waren ungeschützt, doch einige der Kämpfer hatten beschusshemmende Westen erbeutet. Viele trugen eine besondere Armbinde, auf der die Flagge der FARC-EP abgebildet war. Charakteristisches Merkmal der FARC-Kämpfer waren die meist olivgrünen oder schwarzen Gummistiefel, die sie zu ihren Kampfanzügen trugen; damit unterschieden sie sich bereits aus der Ferne von den mit Schnürstiefeln ausgerüsteten Regierungssoldaten. FARC-Kämpfer besaßen zudem eine Sommeruniform, welche aus khaki- und sandfarbenen Kampfanzügen bestand. Diese Uniform war im Gegensatz zur Tarnuniform der FARC-EP nicht wasserdicht und wurde von den Kämpfern während ihrer Freizeit, jedoch vermutlich nicht während der Kampfhandlungen getragen.

### Bewaffnung
Die Hauptkampfwaffen der FARC-EP waren Kalaschnikows, die auf dem internationalen Schwarzmarkt in großen Mengen verfügbar waren, meist als Kriegsbeute aus den Jugoslawienkriegen. Auch Kuba und die Sowjetunion unterstützten die FARC-EP-Guerillas mit diesen Waffen. Zusätzlich wurden der FARC-EP auch die AK-47-Weiterentwicklungen AKM und AK-74 von Kuba geliefert. Hinzu kamen vom Schwarzmarkt beschaffte oder von verbündeten Drogenkartellen als Bezahlung gelieferte Waffen, wie das NATO-Sturmgewehr M16 oder dessen neuere Version, der Karabiner M4.
Die FARC-EP war auch mit verschiedenen Varianten der M60 ausgestattet, sowie mit schweren PK Maschinengewehren sowie dem älteren Browning M2. Einige Artilleriegeschütze kleinen Kalibers wurden durch die Kämpfer erbeutet, doch da sie nicht über genügend Munition verfügten, mussten die Geschütze wieder aufgegeben werden. Die FARC-EP benutzte hingegen etwa 2000 schultergestützte Panzerabwehrmittel RPG-2 und RPG-7 zur Panzer- und Hubschrauberbekämpfung. Im Jahr 2010 gab es in Venezuela Berichte, wonach für die venezolanische Armee bestimmte Panzerabwehrwaffen des Typs AT4 eines schwedischen Waffenherstellers durch den Präsidenten Hugo Chávez den Kämpfern der FARC-EP übergeben worden seien. Schweden verlangte eine internationale Erklärung gegen Venezuela für den Verstoß gegen den Kaufvertrag. Venezuelas Innenminister bestätigte die Übergabe der Raketenwerfer nicht und bestritt zudem eine offizielle Beteiligung der Regierung und des Präsidenten. Schon für die Zeit von Januar 1998 bis Juli 2000 hatte die kolumbianische Armee angegeben, 470 Sturmgewehre vom Typ FAL mit Seriennummern des venezolanischen Militärs aufgegriffen zu haben.

## Verstöße gegen Menschenrechte

### Kindersoldaten
Anfang 2005 wurde in einem Bericht von Human Rights Watch die FARC-EP für Verstöße gegen internationale Normen, was das Rekrutieren und den Einsatz von Kindersoldaten angeht, verantwortlich gemacht. Die UN schätzt, dass 11.000 Kinder im bewaffneten Konflikt kämpfen, wobei 80 % der Kinder auf Seiten der FARC und ELN kämpfen. Die Mehrheit der Kindersoldaten sei unter dem Kommando der FARC im Einsatz. Zwangsrekrutierungen sind in Kolumbien auf allen beteiligten Seiten im Allgemeinen selten.

### „Innerer Terror“
Die Neue Zürcher Zeitung berichtete von Fällen „inneren Terrors“, mit dem Kommandeure der FARC rangniedere Kämpfer gefügig machten, und über die Praxis, schwangere Kämpferinnen zur Abtreibung zu zwingen oder neugeborene Kinder gar zu töten, damit die Mütter der FARC uneingeschränkt zur Verfügung stehen würden.

### Entführungen
Im Juni 2022 gab ein Ex-FARC-Führer vor einem Gericht zu, für mehr als 20.000 Entführungen verantwortlich zu sein.

### Andere Verstöße
2005 warf Amnesty International der FARC schwere Verstöße gegen das humanitäre Völkerrecht vor.

2008 wurde der FARC vorgeworfen, für das Verlegen von Landminen verantwortlich zu sein.